# Zikawoud
Het Zikawoud, ook Zikabos genoemd (Engels: Zika Forest) is een klein geïsoleerd tropisch bos in Oeganda, op ongeveer 6 kilometer van Entebbe. Het bos is eigendom van het Uganda Virus Research Institute en wordt geheel gereserveerd voor het doen van wetenschappelijk onderzoek. Het bos heeft een oppervlak van ± 0,25 km2, waarvan volgens UVRI ongeveer de helft wordt gebruikt voor het wetenschappelijke onderzoek.
Er worden onder meer insecten en vogels bestudeerd. Het gevarieerde landschap maakt het naast elkaar bestaan van verschillende ecosystemen mogelijk. Het bos leent met zich met name voor het bestuderen van muskieten. Het onderzoek hiernaar begon in 1946, als onderdeel van een studie naar de gele koorts bij mensen dat werd uitgevoerd door UVRI (destijds het Yellow Fever Research Institute). Bij dit onderzoek werd in april 1947 bij een resusaap voor het eerst het zikavirus vastgesteld. Het betreffende virus is daarom vernoemd naar de plek waar het is ontdekt.
Het woord zika is Luganda voor "overgroeid, overwoekerd".